# Wilhelm von Massow (Archäologe)
Wilhelm von Massow (* 12. März 1891 in Posen; † 20. April 1949 in Trier) war ein deutscher Klassischer Archäologe.

## Leben
Wilhelm von Massow begann 1910 das Studium an der Universität Jena. Bereits nach einem Jahr ging er nach Bonn und studierte die Fächer Klassische Archäologie, Alte Geschichte, Kunstgeschichte und Altphilologie. Ab 1912 bis zum Ausbruch des Ersten Weltkrieges setzte er sein Studium in Berlin fort. Im Krieg wurde er bei Lodz schwer verwundet und war danach als Erzieher in der Hauptkadettenanstalt in Lichterfelde tätig. 1919 konnte er sein Studium in Leipzig fortsetzen und wurde 1922 bei Franz Studniczka mit einer Arbeit über die Kypseloslade promoviert. Ihm wurde von der Römisch-Germanischen Kommission die Bearbeitung der Neumagener Denkmäler übertragen, die er bereits im Herbst 1923 abschloss. 1923/24 reiste er mit dem Reisestipendium des Deutschen Archäologischen Instituts, von 1924 bis 1925 war er an der Abteilung Athen des Deutschen Archäologischen Instituts tätig. Danach wurde er zum 1. Januar 1926 von Theodor Wiegand für die Berliner Antikensammlung verpflichtet. Dort war er zunächst als wissenschaftlicher Hilfsarbeiter, ab 1927 als Kustos und 1932 als Kustos und Professor tätig. Er hatte den Aufbau des Pergamonaltars zu überwachen und baute das Markttor von Milet auf. 1935 ging Massow nach Trier und übernahm die Leitung des Rheinischen Landesmuseums. Dort beschäftigte er sich insbesondere mit der Erforschung des römischen Trier. Eine Stelle als Honorarprofessor in Bonn konnte er aufgrund des Krieges und schwerer Krankheit nicht aufnehmen. Durch Verleumdung wurde er 1945 aus dem Dienst entfernt. Trotz Rehabilitierung und schriftlicher Eingaben wurde ihm die Wiedereinsetzung als Direktor des Rheinischen Landesmuseums nicht gewährt.

## Schriften (Auswahl)
- Die Grabmäler von Neumagen (= Römische Grabmäler des Mosellandes und der angrenzenden Gebiete 2).  De Gruyter, Berlin 1932.
- Führer durch das Pergamonmuseum. Berlin 1932.
- Das römische Trier. Berlin 1944.
- mit Carl Blümel, Elisabeth Rohde: Antiken-Sammlung. 2. Auflage, Berlin 1955; 3. Auflage, Berlin 1957.